# Francesco
Francesco [fran.ˈt͡ʃes.ko] ist ein männlicher Vorname.

## Herkunft und Bedeutung
Bei Francesco handelt es sich um die italienische Variante von Franciscus.

## Verbreitung
Der Name Francesco ist in erster Linie in Italien verbreitet. Dort zählt er zu den beliebtesten Jungennamen. Von 2001 bis 2017 stand er an der Spitze der Vornamenscharts. Im Jahr 2020 belegte er zum dritten Mal in Folge Rang 2 der Hitliste.
Auch in der Schweiz ist der Name geläufig. Im Jahr 2020 belegte er Rang 284 der Vornamenscharts.
In Deutschland wird der Name nur selten vergeben.

## Varianten
Die Kurzform des Namens lautet Franco, die weibliche Entsprechung Francesca.
Für weitere Varianten: siehe Franz#Varianten

## Namensträger

### Vorname
- Francesco, italienischer Name von Papst Franziskus (1936–2025)
- Francesco I. Gattilusio (um 1330–1384), Patrizier und Archon von Lesbos
- Francesco I. Sforza (1450–1466), Gründer der Dynastie der Sforza
- Francesco I. de’ Medici (1541–1587), Großherzog der Toskana
- Francesco I. Genaro (1777–1830), König von Neapel und Sizilien, siehe Franz I. (Sizilien)
- Francesco II. Gattilusio (um 1370~1404), Herr von Lesbos
- Francesco Bagnaia (* 1997), italienischer Motorradrennfahrer
- Francesco Bardi (* 1992), italienischer Fußballspieler
- Francesco Benussi (* 1981), italienischer Fußballspieler
- Francesco Borgongini Duca (1884–1954), italienischer Geistlicher und Kardinal
- Francesco Maria Borzone (1625–1679), italienischer Maler
- Francesco Bracci (1879–1967), italienischer Kurienkardinal
- Francesco Cairo, gen. il Cavalier del Cairo (1607–1665), italienischer Maler
- Francesco Camarda (* 2008), italienischer Fußballspieler
- Francesco Carpino (1905–1993), italienischer Geistlicher, Erzbischof von Palermo
- Francesco Cassata (* 1997), italienischer Fußballspieler
- Francesco Cecon (* 2001), italienischer Skispringer
- Francesco Ciniglio (* 1989), italienischer Jazzmusiker
- Francesco Ciuppa (* 1875; † unbekannt), italienischer Automobilrennfahrer
- Francesco Conz (1935–2010), italienischer Kunstsammler und -verleger
- Francesco Dell’Uomo (* 1987), italienischer Wasserspringer
- Francesco Fausto Nitti (1899–1974), italienischer Journalist und Kämpfer gegen den italienischen Faschismus
- Francesco Fedato (* 1992), italienischer Fußballspieler
- Francesco Flachi (* 1975), italienischer Fußballspieler
- Francesco Franconi, Schweizer Motorradrennfahrer
- Francesco Friedrich (* 1990), deutscher Bobfahrer
- Francesco Guarini oder Guarino (1611–1651), italienischer Maler des Frühbarock
- Francesco Janich (1937–2019), italienischer Fußballspieler
- Francesco Lacedelli (1796–1886), italienisch-österreichischer Bergsteiger
- Francesco Lodi (* 1984), italienischer Fußballspieler
- Francesco Magnanelli (* 1984), italienischer Fußballspieler
- Francesco Mattea (1895–1973), italienischer Fußballschiedsrichter
- Francesco Messina (1900–1995), italienischer Bildhauer
- Francesco Messina Denaro (1928–1998), italienischer Mafioso
- Francesco Migliori (auch Meliori; um 1670–nach 1736), italienischer Barockmaler
- Francesco Morano (1872–1968), italienischer Kurienkardinal
- Francesco Moriero (* 1969), italienischer Fußballspieler und -trainer
- Francesco Morini (1944–2021), italienischer Fußballspieler
- Francesco Moser (* 1951), italienischer Radrennfahrer
- Francesco Puccioni, bekannt als Mike Francis (1961–2009), italienischer Musiker
- Francesco Pozzi (Stuckateur) (1704–1789), italienischer Stuckateur
- Francesco Ragonesi (1850–1931), italienischer Geistlicher und vatikanischer Diplomat
- Francesco Rizzo (1943–2022), italienischer Fußballspieler
- Francesco Romano (* 1960), italienischer Fußballspieler
- Francesco Rosi (1922–2015), italienischer Filmregisseur und Drehbuchautor
- Francesco Schettino (* 1960), italienischer Kapitän
- Francesco Severi (Mathematiker) (1879–1961), italienischer Mathematiker
- Francesco Severi (Rennfahrer) (1907–1980), italienischer Automobilrennfahrer
- Francesco Solimena (1657–1747), berühmter italienischer Maler und Freskant
- Franco Stella (Francesco Stella; * 1943), italienischer Architekt
- Franz Alice Stern (Francesco Stella; * 1990), italienischer Musikproduzent, Komponist und DJ
- Francesco Totti (* 1976), italienischer Fußballspieler
- Francesco Zagatti (1932–2009), italienischer Fußballspieler und -trainer
- Francesco Zantedeschi (1797–1873), italienischer Priester und PhysikerKünstlername
- Silvio Francesco (S. F. Valente; 1927–2000), italienischer Entertainer und Musiker